# Diplazium malaccense
Diplazium malaccense är en majbräkenväxtart som beskrevs av Karel Presl.
Diplazium malaccense ingår i släktet Diplazium och familjen Athyriaceae. Inga underarter finns listade i Catalogue of Life.